# Polyommatus magnifica

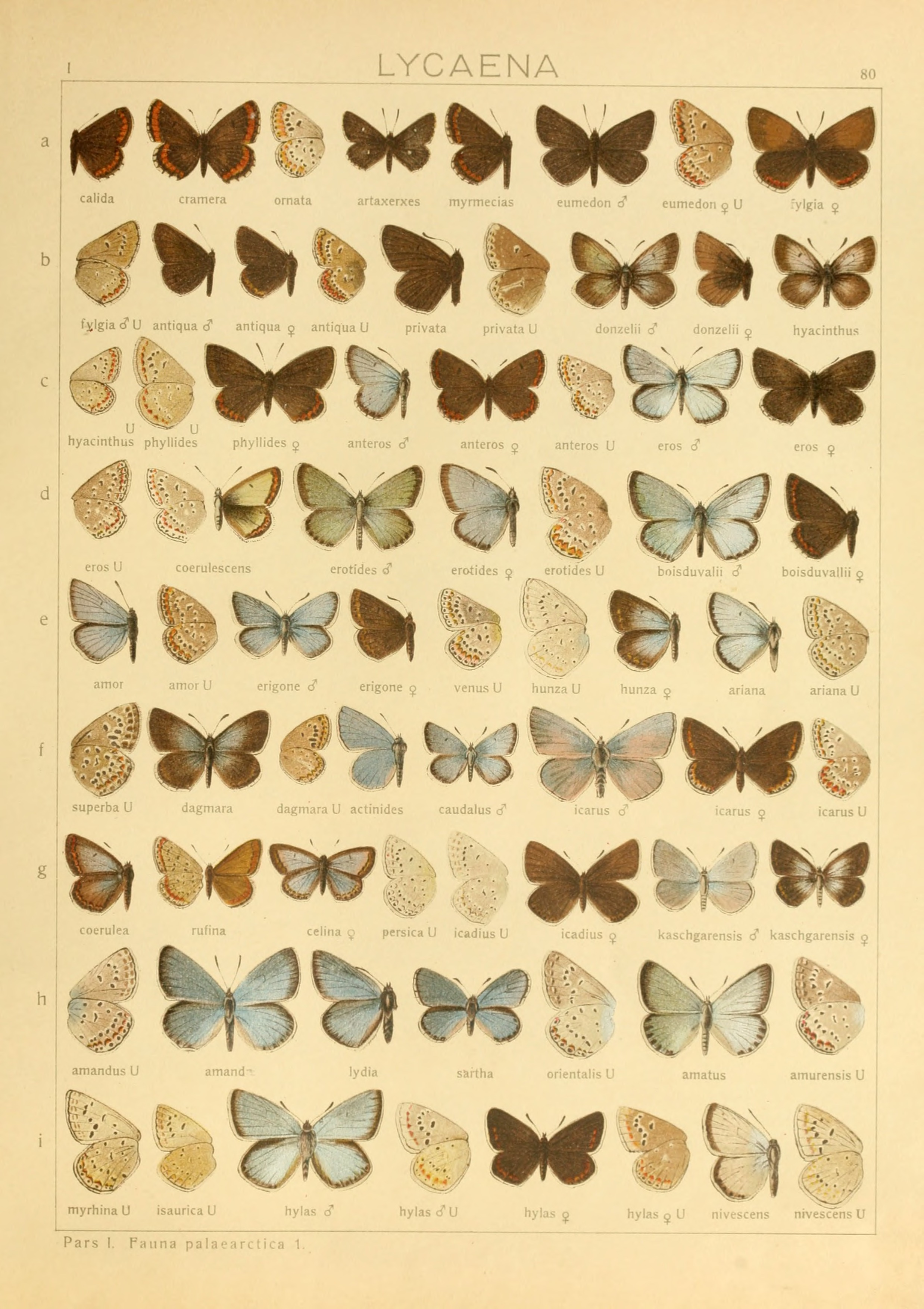
Plaat 80f uit A. Seitz (red.), Die Großschmetterlinge der Erde.

Polyommatus magnifica is een vlinder uit de familie van de Lycaenidae. De wetenschappelijke naam van de soort is voor het eerst geldig gepubliceerd in 1885 door Grum-Grshimailo.